# Банонь-Рекувранс
Бано́нь-Рекувра́нс (фр. Banogne-Recouvrance) — коммуна во Франции, находится в регионе Шампань — Арденны. Департамент — Арденны. Входит в состав кантона Шато-Порсьен. Округ коммуны — Ретель.
Код INSEE коммуны — 08046.
Коммуна расположена приблизительно в 155 км к северо-востоку от Парижа, в 75 км севернее Шалон-ан-Шампани, в 50 км к юго-западу от Шарлевиль-Мезьера.

## Население
Население коммуны на 2008 год составляло 153 человека.
| 1962 | 1968 | 1975 | 1982 | 1990 | 1999 | 2008 |
| ---- | ---- | ---- | ---- | ---- | ---- | ---- |
| 167  | 216  | 194  | 166  | 128  | 139  | 153  |

## Экономика
В 2007 году среди 89 человек в трудоспособном возрасте (15—64 лет) 69 были экономически активными, 20 — неактивными (показатель активности — 77,5 %, в 1999 году было 64,7 %). Из 69 активных работали 63 человека (38 мужчин и 25 женщин), безработных было 6 (1 мужчина и 5 женщин). Среди 20 неактивных 4 человека были учениками или студентами, 8 — пенсионерами, 8 были неактивными по другим причинам.

## Фотогалерея

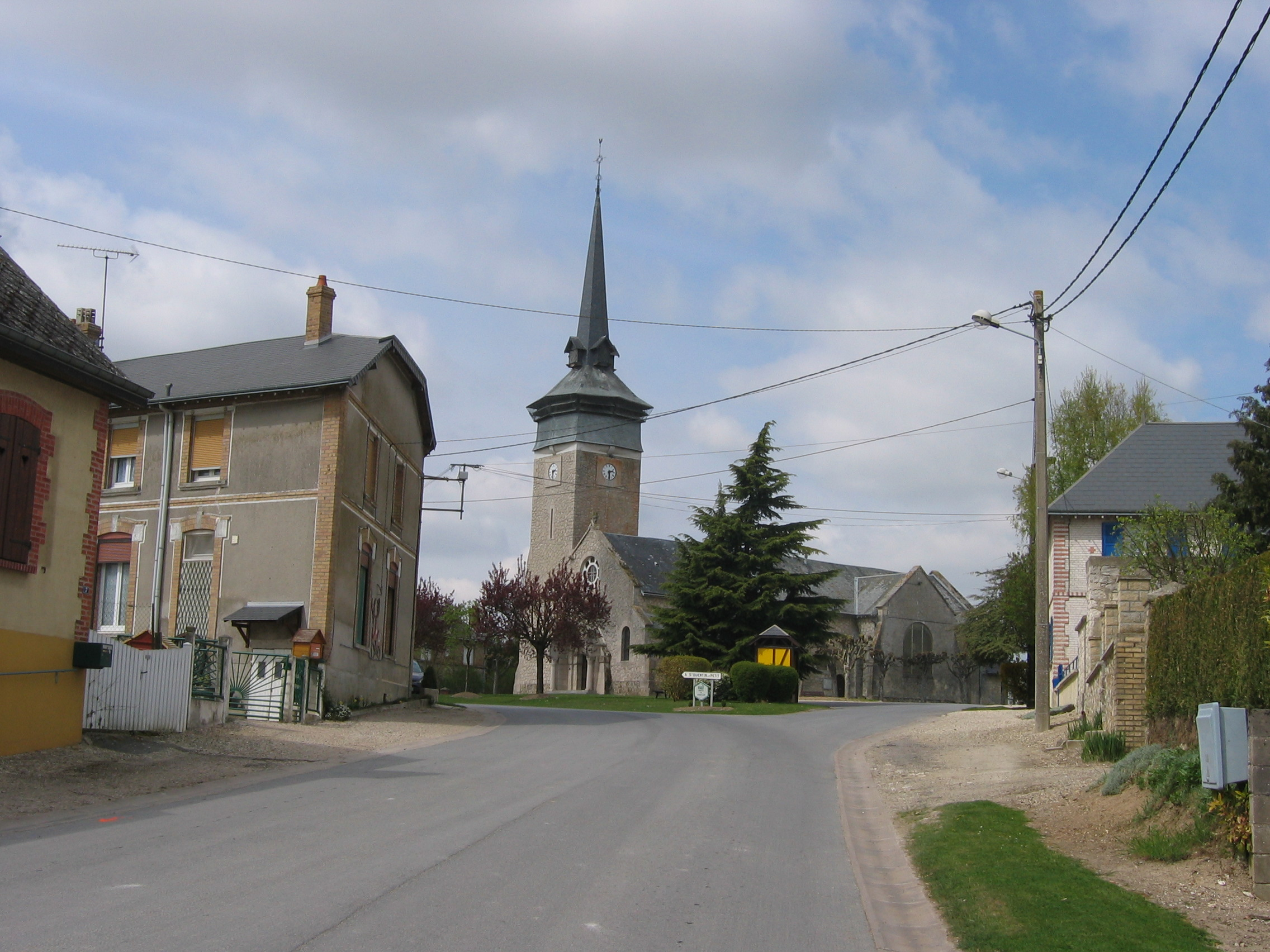
Банонь-Рекувранс
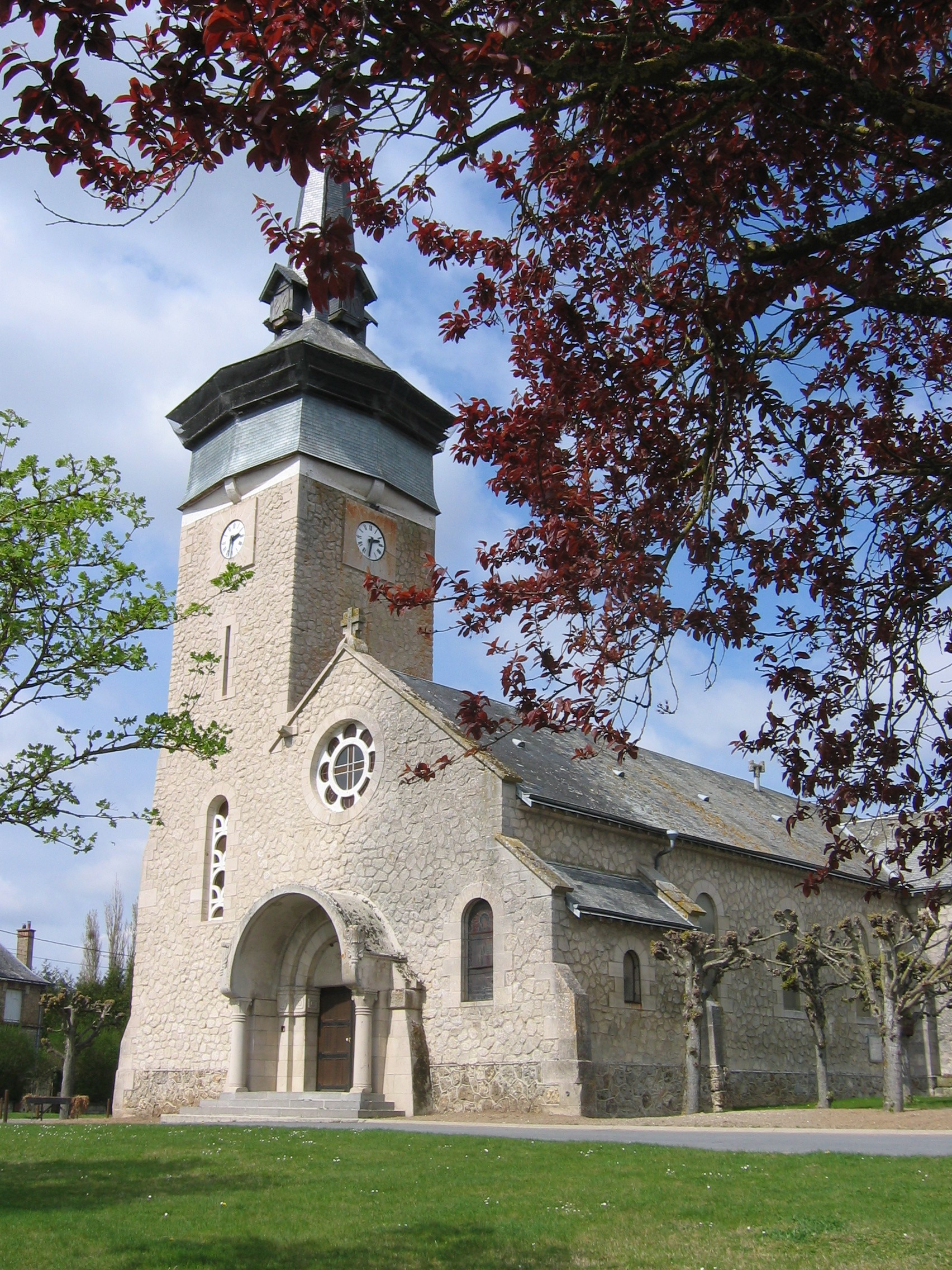
Церковь
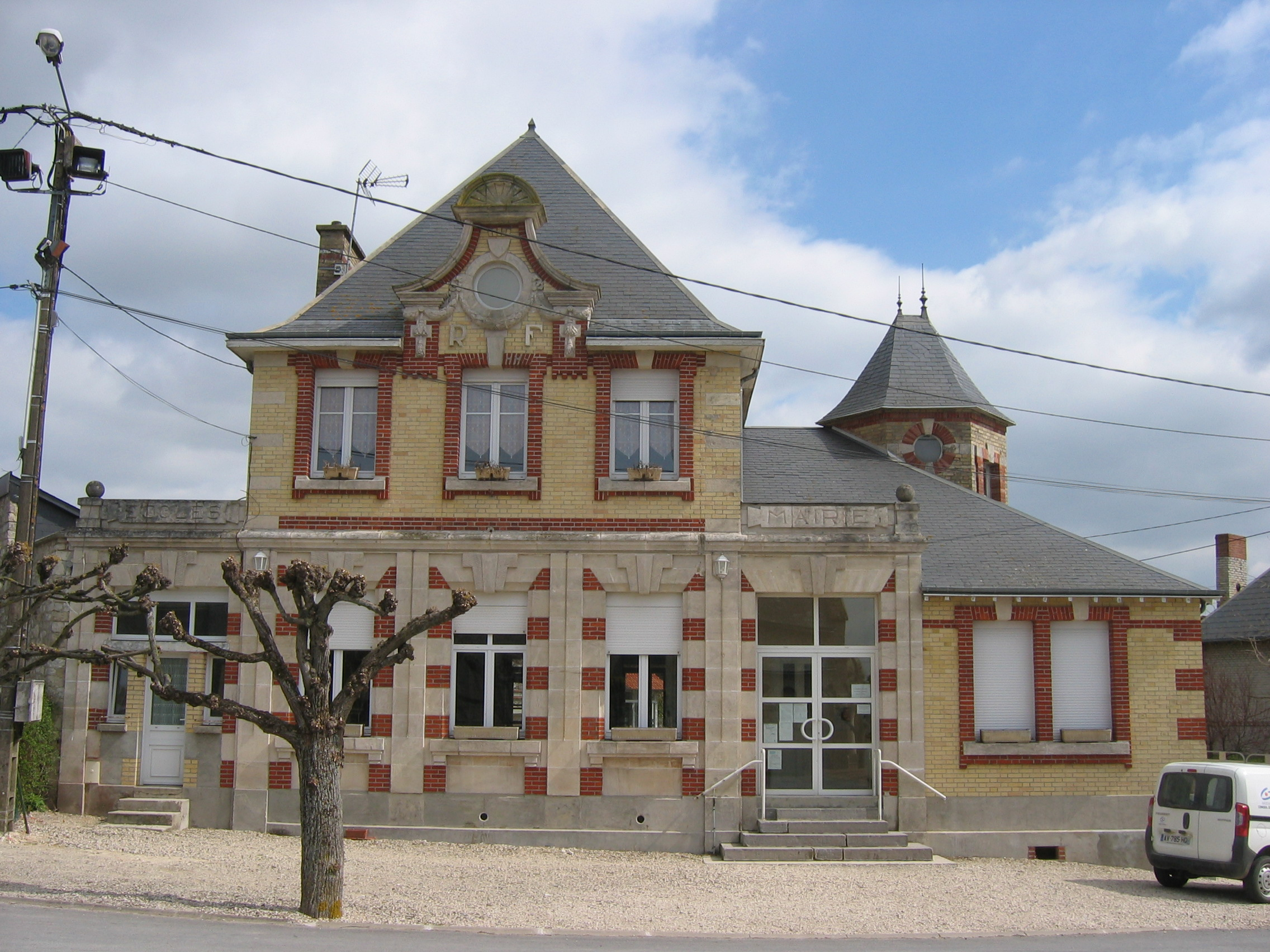
Мэрия
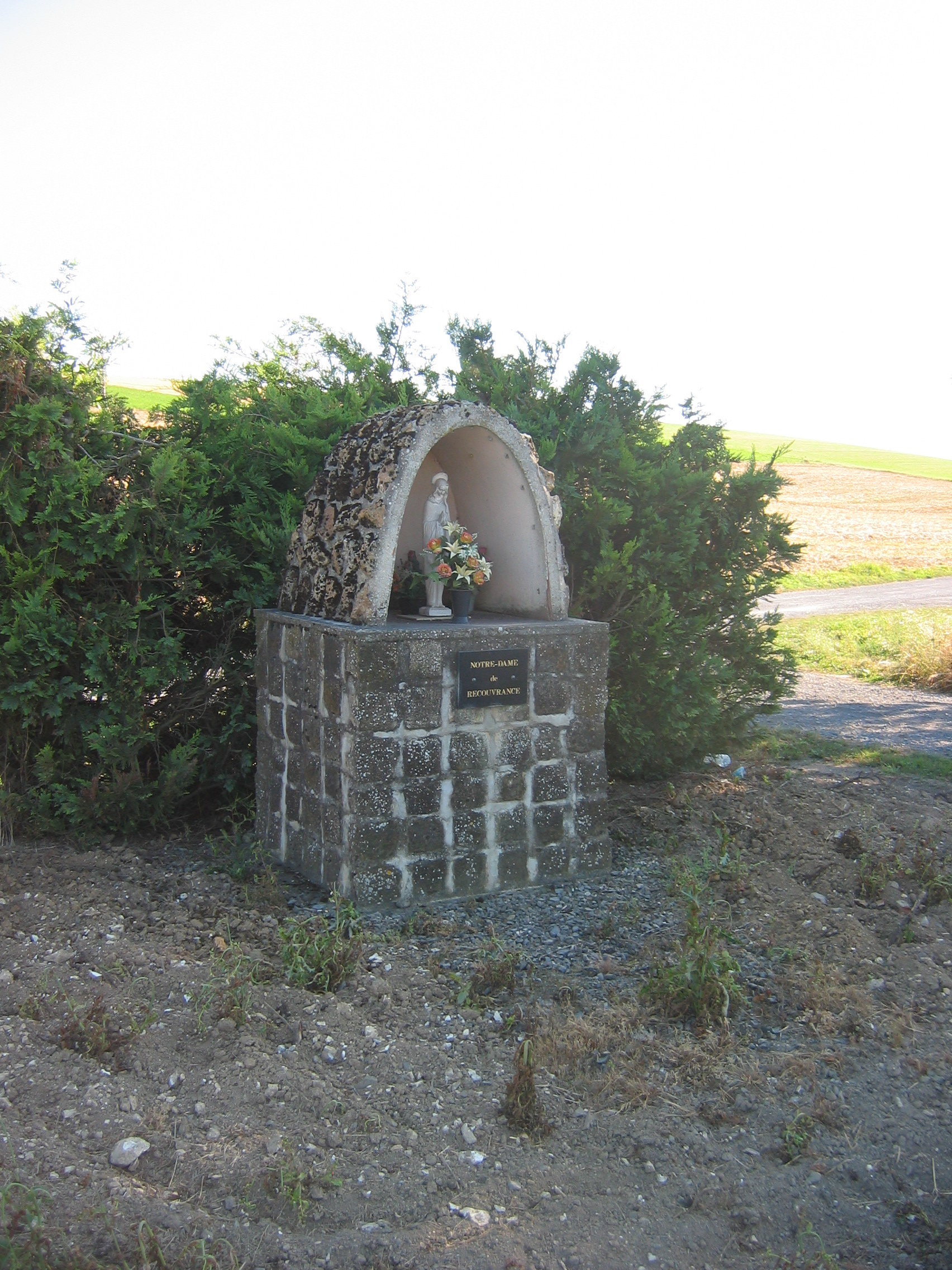
Часовня-ораторий